# Экономическое сообщество стран Великих озёр
Экономическое сообщество стран Великих озёр (фр. Communauté économique des pays des Grands Lacs; CEPGL) —  субрегиональная организация, в состав которой входят три страны: Бурунди, ДР Конго и Руанда.

## Появление
29 августа 1966 года в целях устранения нестабильности и для обеспечения мира Заиром (Демократическая Республика Конго), Бурунди и Руандой был подписан Протокол о сотрудничестве в сфере безопасности. Это соглашение имело первостепенное значение для создания будущей организации. Экономическое сообщество было учреждено 20 сентября 1976 года в Гисеньи, Руанда.

## Цели
Целями организации являлется:
- Обеспечение безопасности государств и их населения;
- Содействие созданию и развитию деятельности, представляющей взаимный интерес государств-участников;
- Поощрение и активизация торговли и передвижения лиц и товаров;
- Сотрудничество в социальной, экономической, торговой, научной, культурной, политической, военной, финансовой и правовой сферах, в том числе в судебной и таможенной областях, здравоохранении и туризме.

## Экономическая сфера
В соответствии с Соглашением по торговле и таможенному сотрудничеству, подписанному в июне 1975 года, сотрудничество ограничивается координацией действий в сфере торговли и таможни и заключается в:
- Развитие страхования;
- Финансирование национальных интеграционных проектов.

Сообщество также создало специализированные органы и совместные предприятия:
- Институт агрономических и зоотехнических исследований (ИРАЗ);
- Банк развития государств Великих озёр;
- Международное общество электроснабжения государств Великих озёр;
- Организация ECEPGL по энергетике государств Великих озёр.